# Vale of White Horse
Vale of White Horse este un district ne-metropolitan din Regatul Unit, situat în comitatul Oxfordshire din regiunea South East, Anglia. Districtul este numit după Calul alb de la Uffington o figură preistorică desenată pe un deal de cretă.

## Orașe din district
- Abingdon
- Faringdon
- Wantage

## Vedeți și
1. ↑   https://ons.maps.arcgis.com/home/item.html?id=a79de233ad254a6d9f76298e666abb2b Lipsește sau este vid: |title= (ajutor)